# Yeongdeok-eup
Yeongdeok-eup (koreanska: 영덕읍)  är en köping i den östra delen av Sydkorea,  250 km sydost om huvudstaden Seoul. Den är centralort i kommunen Yeongdeok-gun i provinsen Norra Gyeongsang. 
Yeongdeok-eup är slutstation för järnvägslinjen Donghae från Pohang, öppnad 2018. 